# Основен закон на Федерална република Германия
Основният закон на Федерална република Германия представлява конституцията на Германия.
С него се определя основата на правовата и политическата система в страната. Приет е на 23 май 1949 г., малко преди държавата да бъде разделена на Западна и Източна Германия. Много части от конституцията се различават от основния закон на Ваймарската република. Конституционният съд на Германия защитава конституцията.
Според Основния закон на Германия правителството на всяка федерална провинция трябва да се придържа към правилата за републиканско, демократично и социално управление, на основание на (Член 28) от Конституцията. Параграф 1, за човешкия живот, и параграф „20-те основни принципа“ са защитени от промяна. Направено е с цел да не се повтори нещо подобно на нацисткия период.
Основният закон е преведен и издаден на български език през 2019 г. от Софийския университет.